# سحر فوزي
سحر فوزي (19 يونيو 1962 -) ممثلة سورية.

## عن حياتها
من مواليد دمشق، متزوجة ولديها ابن وابنة. شاركت في العديد من الأعمال الفنية السورية في المسرح والسينما والتلفزيون. أدوارها ما بين الأعمال التلفزيونية والمسرحية والسينمائية. كانت بدايتها الفنية العمل التاريخي «فيروز والعقد». انضمت سحر فوزي إلى النقابة الفنية السورية في تاريخ 20 أبريل 1987. كان من أبرز أدوارها شخصية أم بشير في “باب الحارة” . ومن أشهر أعمالها أيضاً مسلسل الدبور الذي مثلت فيه دور زوجة الأب الشريرة.وفي الافلام كان هو فلم فتيات حائرات في عام 1982.

## أعمالها

### المسرح
- شقائق النعمان
- كاسك يا وطن
- ضيعة الحب
- زوجتي خارج المنزل

### الإذاعة
- حكم العدالة
- ظواهر مدهشة
- شمس العرب
- قصة في تمثيلية

### السينما
- أحلام المدينة
- ايناس
- ثعالب المدينة

### التلفزيون
- لا حكم عليه
- عذراء الرمال مسلسل بدوي
- الدبور الجزء 1.2
- الثريا
- رمح النار
- البواسل
- حرب السنوات الأربع
- الخيوط الخفية
- قلوب دافئة
- حكايا رمضان
- الجمل
- الخطوات الصعبة
- عش المجانين
- القلاع
- طرابيش
- الزاحفون
- الفنان والحب
- يوميات مدير عام
- جواد الليل
- الطير
- آخر الفرسان
- القيد
- أحقاد خفية
- ليالي الصالحية
- باب الحارة
- بيت جدي
- قمر بني هاشم
- طاحون الشر الجزء الأول والثاني 2013-2012
- زمن البرغوت الجزء الأول
- حمام شامي 2013
- وردة شامية 2017
- باب الحارة الأجزاء 1-7 [2]
- بنات العيلة
- الرحيل الى الوجه الآخر

### تمثيل صوتي
- الأوراق المتساقطة.
- عشق وجزاء.
- سنوات الصفصاف.

## روابط خارجية
- سحر فوزي على موقع قاعدة بيانات الأفلام العربية